# Jerzy Turowicz
Jerzy Turowicz, né le 10 décembre 1912 à Cracovie, mort le 27 janvier 1999 dans la même ville, est un journaliste et essayiste catholique polonais, rédacteur en chef du Tygodnik Powszechny (1945–1953 et 1956–1999) et figures de proue de la résistance spirituelle au communisme.

## Biographie
Jerzy Turowicz est l'un des sept enfants d'August Turowicz, juge, avocat, militant de l'Action catholique et de son épouse Klotylda née Turnau. En 1930, il achève sa scolarité secondaire au lycée Jan Sobieski de Cracovie et commence des études à l'École polytechnique de Lwów puis de 1934 à 1939 à la Faculté de philosophie de l'université Jagellonne à Cracovie. Il est actif dans l’Association des étudiants catholiques polonais "Odrodzenie" (Renaissance). En 1939, il devient rédacteur en chef du quotidien démocrate-chrétien Głos Narodu, avant de se retirer dans la campagne après l’invasion allemande. Une période où on le retrouve militant au sein de troupes de théâtre et de feuilles clandestines.
Pendant l'occupation allemande il est membre d'une organisation de résistance catholique clandestine, Fédération des organisations catholiques nationales "Unia".
En 1945, il est un des fondateurs du magazine catholique indépendant Tygodnik Powszechny. En 1953, pour avoir refusé de publier la nécrologie de Staline, l'hebdomadaire est suspendu et confié jusqu'en 1956 à l'association catholique Pax soumise au régime.
Turowicz entre en relation avec le mouvement international pour la paix Pax Christi, dont il appréciait le travail de réconciliation. Il plaide pour la réconciliation de la Pologne avec l’Allemagne et s’engage pour la réconciliation entre l’Eglise polonaise et le judaïsme.
En 1962, il est nommé correspondant au concile œcuménique Vatican II. Il devient à cette occasion l'ami de Karol Wojtyła, le futur pape Jean-Paul II.
En 1964, il signe la Lettre des 34, une lettre de protestation contre la censure en Pologne adressée au Premier ministre Józef Cyrankiewicz et signée par 34 intellectuels polonais.
De 1960 à 1990, il est président de la maison d'édition Znak. Tygodnik Powszechny devient en quelque sorte l'organe de presse de l'opposition démocratique. En 1989, il participe à la Table ronde qui prépare les élections partiellement libres qui vont mettre fin au système totalitaire.
Il participe au parti de Tadeusz Mazowiecki et de ses amis issus de l'aile centriste de Solidarność : ROAD, Union démocratique (UD), Union pour la liberté, l'ancêtre de Plate-forme civique.
Il ouvre alors les colonnes du journal à des théologiens progressistes, ce qui lui vaut la perte considérable des lecteurs issus des milieux conservateurs polonais.
Il meurt d'une crise cardiaque et est enterré à Tyniec.
De son mariage avec Anna née Gąsiorowska, il a trois filles : Elżbieta, Joanna et Magdalena.

## Distinctions
- Chevalier de l'Ordre de l'Aigle blanc (1994)[2]
- Ordre Ecce Homo (pl) (1999)